# Indonesien i olympiska sommarspelen 1968
Indonesien deltog i de olympiska sommarspelen 1968 med en trupp bestående av 6 deltagare. Ingen av landets deltagare erövrade någon medalj.